# 피사
피사(이탈리아어: Pisa, 문화어: 삐사)는 이탈리아 토스카나주에 있는 도시이다. 피사도의 현청 소재지이며, 시의 인구는 약 9만명이다. 예로부터 문예의 중심지로 번창했으며, 갈릴레오 갈릴레이도 이 곳의 대학에서 공부하였다. 이 도시의 대성당에 부속된 사탑은 갈릴레이와 함께 피사의 사탑으로 매우 유명하고, UNESCO 선정 세계문화유산에도 등록되어 있다.

## 역사

### 고대
가장 널리 알려진 가설은 피사(Pisa)라는 이름의 유래가 에트루리아어에서 유래했으며 피사가 아르노강 어귀(mouth)에 있기 때문에 '입'(mouth)을 의미한다는 것이다.
역사를 통틀어 피사의 기원에 대해서는 몇 가지 불확실성이 있었지만, 1980년대와 1990년대에 이루어진 발굴에서는 기원전 5세기 에트루리아 왕자의 무덤을 포함하여 수많은 고고학적 유적이 발견되어 도시의 에트루리아 기원을 입증했다. 해양 도시로서의 역할을 하며 다른 지중해 문명과도 무역 관계를 유지했음을 보여준다.
고대 로마 작가들은 피사를 오래된 도시라고 불렀다. 알페이우스강이 근처에 흐르는 엘리스의 피사 출신 식민지 개척자들이 이 도시를 세웠다고 전하기 때문에 이 도시에 알페아에라는 별명을 붙였다.
고대 권위자들이 피사의 해상 역할을 충각의 발명으로 돌렸다면 피사의 해양 역할은 이미 두드러졌어야 했다. 피사는 제노바(당시 작은 마을)와 오스티아 사이의 서부 해안을 따라 있는 유일한 항구라는 이점을 누렸다. 피사는 리구리아인과 갈리아인을 상대로 로마 해군 원정을 위한 기지 역할을 했다. 기원전 180년에는 포르투스 피사누스(Portus Pisanus)라는 이름으로 로마법에 따라 로마 식민지가 되었다. 기원전 89년에 포르투스 피사누스(Portus Pisanus)는 무니키피움이 되었다. 아우구스투스 황제는 식민지를 중요한 항구로 강화하고 이름을 Colonia Iulia obsequens로 변경했다.
피사는 해안에 세워졌을 것으로 추정되지만, 아르노강 북쪽으로 약 11km(7마일)에 하구가 있는 아르노강과 세르키오 강의 충적 퇴적물로 인해 해안이 서쪽으로 이동했다. 스트라보는 도시가 해안에서 4.0km (2.5 마일) 떨어져 있다고 말한다. 현재 해안에서 9.7km 떨어져 있다. 그러나 그곳은 아르노강을 따라 항해하는 배들이 있는 해상 도시였다. 서기 90년대에는 도시에 목욕탕 단지가 건설되었다.

### 고대 후기와 중세 초기
서로마 제국의 마지막 몇 년 동안 피사는 이탈리아의 다른 도시만큼 쇠퇴하지 않았는데, 이는 아마도 하천 체계의 복잡성과 그에 따른 방어의 용이성 때문이었을 것이다. 7세기에 피사는 라벤나의 비잔티움 제국에 대항하는 군사 원정에서 수많은 선박을 공급함으로써 교황 그레고리오 1세를 도왔다. 피사는 투시아의 유일한 비잔티움 중심지였으며 그들의 무역 이익이 있던 이웃 지역과의 동화를 통해 랑고바르드족의 손에 평화롭게 함락되었다. 널리 퍼져있다. 피사는 이러한 방식으로 상부 티레니아해의 주요 항구 역할을 하기 시작했으며 토스카나와 코르시카, 사르데냐, 프랑스와 스페인 남부 해안 사이의 주요 무역 중심지가 되었다.
774년 샤를마뉴가 데시데리우스의 지휘 하의 랑고바르드족을 격파한 후, 피사는 위기를 겪었으나 곧 회복되었다. 정치적으로는 루카 공국의 일부가 되었다. 860년에 피사는 뵤른 야른시다가 이끄는 바이킹들에게 점령당했다. 930년에 피사는 투시아(Tuscia) 영토 내의 지역 중심지가 되었다(오토 1세가 도착할 때까지 유지됨). 루카가 수도였지만 피사가 가장 중요한 도시였다. 10세기 중반에는 크레모나의 주교인 리우트프란드(Liutprand of Cremona)가 Pisa Tusciae provinciae caput("투시아 지방의 수도")라고 불렀으며, 1세기 후에는 후작이 투시아의 후작(Marquis of Pisa)은 일반적으로 "피사 후작(Marquis of Pisa)"으로 불린다. 1003년 피사는 루카를 상대로 이탈리아 최초의 공동 전쟁의 주인공이 되었다. 해군의 관점에서 볼 때, 9세기 이후 사라센 해적의 출현은 도시가 함대를 확장하도록 촉구했다. 다음 해에 이 함대는 마을에 더 많은 확장의 기회를 제공했다. 828년에 피사 선박이 북아프리카 해안을 공격했다. 871년에 그들은 사라센족으로부터 살레르노를 방어하는 데 참여했다. 970년에는 오토 1세의 원정에도 강력한 지원을 하여 칼라브리아 해안 앞에서 비잔틴 함대를 격파했다.

### 11세기

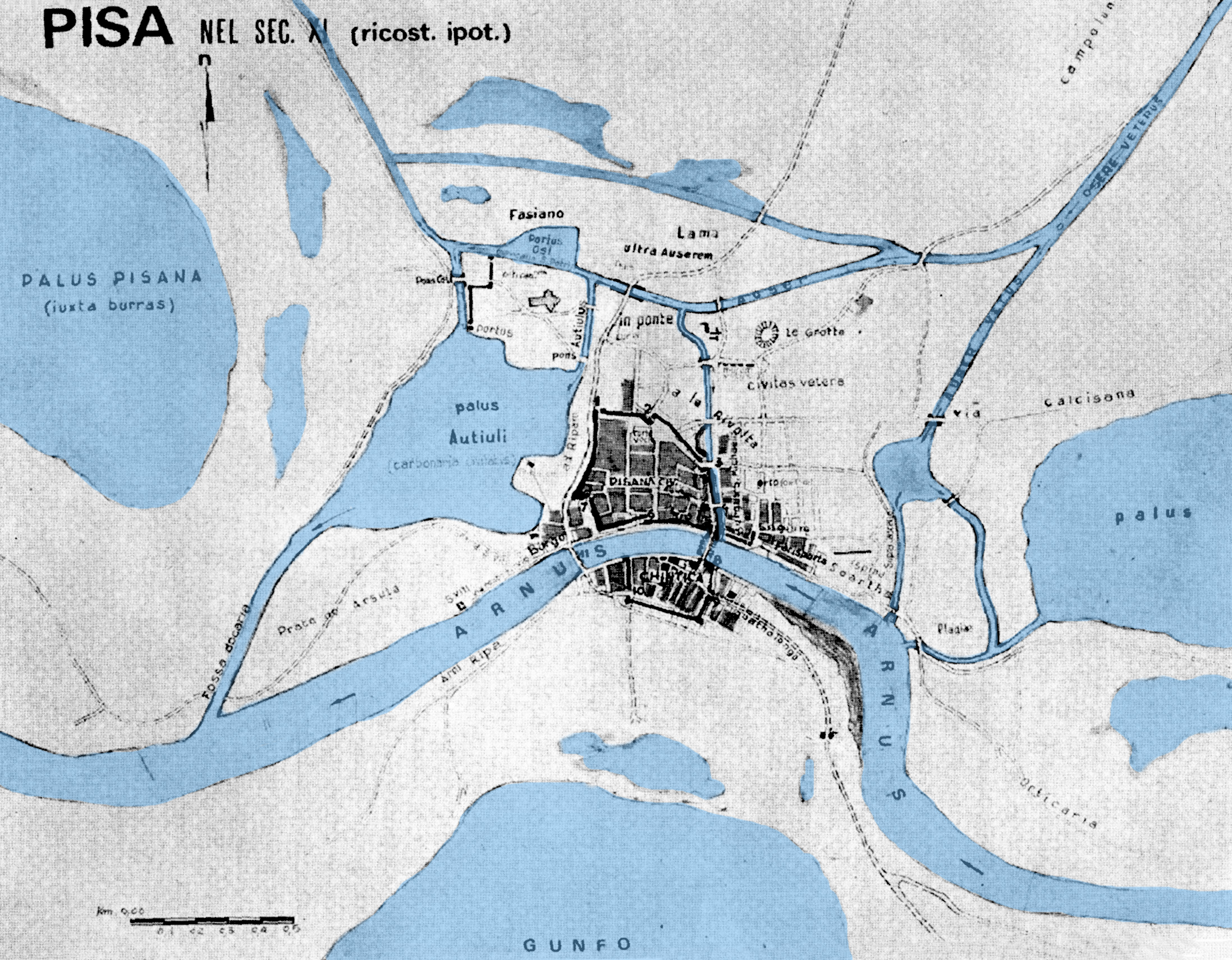
서기 11세기 당시 피사의 가상 지도

해양 국가로서 피사의 힘은 이탈리아의 4대 역사적 해양공화국(Repubbliche Marinare) 중 하나로 전통적 명성을 얻은 11세기에 커지기 시작하여 정점에 이르렀다.
당시 이 도시는 매우 중요한 상업 중심지였으며 중요한 지중해 상선과 해군을 통제했다. 1005년 이탈리아 남부의 레조 칼라브리아를 약탈하여 세력을 확장했다. 피사는 지중해 지배권을 놓고 코르시카에 기지를 두고 있던 일부 '사라센'(아랍 무슬림을 지칭하는 중세 용어)과 지속적인 갈등을 겪었다. 1017년, 사르데냐의 주디카티는 제노바와 동맹을 맺은 피사의 군사적 지원을 받아 전년에 사르데냐 북부에 병참 기지를 정착한 사라센 왕 무가히드를 물리쳤다. 이 승리로 피사는 티레니아해에서 패권을 갖게 되었다. 이후 피사인들이 사르데냐에서 제노바인들을 축출했을 때, 이들 주요 해양 공화국들 사이에 새로운 갈등과 경쟁이 탄생했다. 1030년에서 1035년 사이에 피사는 계속해서 시칠리아의 여러 경쟁 도시를 무찌르고 북아프리카의 카르타고를 정복했다. 1051~1052년에 야코포 치우리니(Jacopo Ciurini) 제독이 코르시카를 정복하여 제노바인들의 분노를 더 불러일으켰다. 1063년에 노르만족 루제로 1세의 도움을 받은 조반니 올란디 제독은 사라센 해적에게서 팔레르모를 빼앗았다. 팔레르모의 사라센에서 가져온 금 보물을 통해 피사는 대성당과 유명한 두오모 광장을 구성하는 다른 기념물을 짓기 시작할 수 있었다.
1060년에 피사는 제노바와 첫 번째 전투를 벌여야 했다. 피사의 승리는 지중해에서의 입지를 공고히 하는 데 도움이 되었다. 교황 그레고리오 7세는 1077년에 피사인들이 제정한 새로운 "해양법과 관습"을 인정했고, 황제 하인리히 4세는 자문회의 조언을 받아 그들 자신의 영사를 지명할 수 있는 권리를 그들에게 부여했다. 그 해에 후작은 이미 권력에서 제외되었기 때문에 이것은 단순히 현재 상황을 확인하는 것이었다. 1092년 교황 우르바노 2세는 피사에게 코르시카와 사르데냐에 대한 패권을 부여하고 동시에 대주교직으로 승격시켰다.
피사는 1088년에 튀니지의 도시 마디아를 약탈했다. 4년 후 피산과 제노바 선박은 카스티야의 알폰소 6세를 도와 엘 시드를 발렌시아에서 몰아냈다. 120척의 배로 구성된 피사 함대도 제1차 십자군에 참여했고, 피사인들은 1099년에 예루살렘을 점령하는 데 중요한 역할을 했다. 성지로 가는 도중에 배들은 비잔틴 섬 일부를 약탈할 기회를 놓치지 않았다. 피사 십자군은 미래의 예루살렘 총대주교인 다이베르트 대주교가 이끌었다. 피사와 다른 공화국 마리나레(Repubbliche Marinare)는 십자군을 이용하여 레반트 동부 해안 도시에 교역소와 식민지를 건설했다. 특히 피사인들은 안티오키아, 아크레, 야파, 트리폴리, 티레, 라타키아, 아코네에 식민지를 세웠다. 그들은 또한 예루살렘과 가이사랴에 다른 소유물을 가지고 있었고, 카이로, 알렉산드리아, 그리고 비잔틴 황제 알렉시오스 1세 콤네노스가 그들에게 특별한 계류권과 무역권을 부여한 콘스탄티노플에 (자율성이 덜한) 작은 식민지도 가지고 있었다. 이 모든 도시에서 피사인들은 특권과 세금 면제를 받았지만 공격에 대비해 방어에 기여해야 했다. 12세기에 콘스탄티노플 동부의 피사 지구는 인구가 1,000명으로 늘어났다. 그 세기의 몇 년 동안 피사는 베네치아를 제치고 비잔틴 제국의 가장 뛰어난 상업적, 군사적 동맹국이었다.

### 12세기
1113년에 피사와 교황 파스칼 2세는 바르셀로나 백작과 프로방스 및 이탈리아(제노바 제외)의 다른 파견대와 함께 발레아레스 제도를 무어인에게서 해방시키기 위한 전쟁을 시작했다. 마요르카의 여왕과 왕은 사슬에 묶여 토스카나로 끌려갔다. 무라비트 술탄국은 곧 섬을 다시 정복했지만, 빼앗은 전리품은 피사인들의 웅장한 건물, 특히 대성당 계획에 도움이 되었으며 피사는 서부 지중해에서 탁월한 역할을 얻었다.

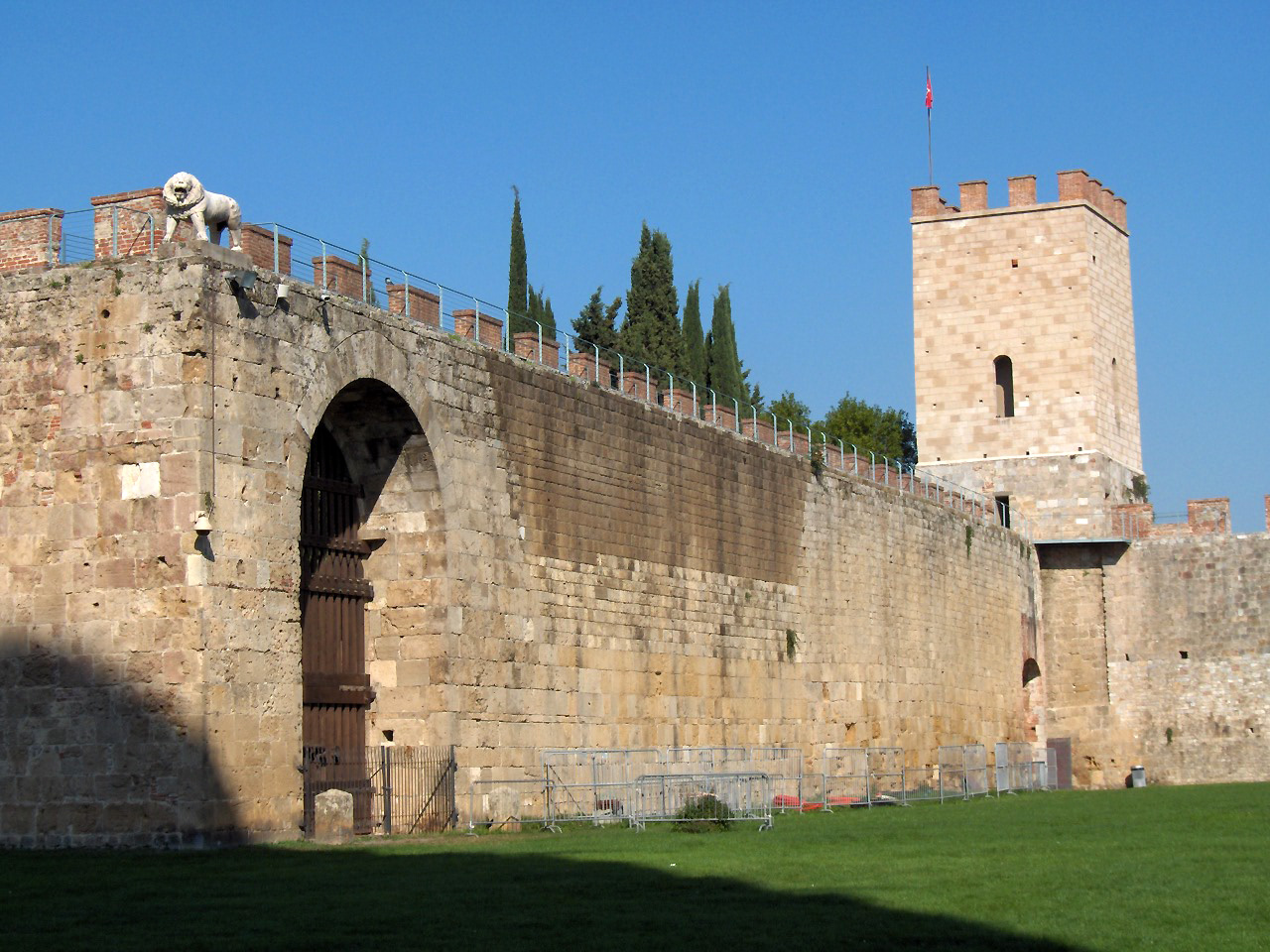
코코 그리피가 1156년에 세운 신시가지 성벽

그 후 몇 년 동안 피에트로 모리코니(Pietro Moriconi) 대주교가 이끄는 강력한 피사의 함대는 치열한 전투 끝에 사라센족을 몰아냈다. 비록 단명했지만, 스페인에서의 피사의 성공은 제노아와의 경쟁을 더욱 심화시켰다. 피사의 랑그도크, 프로방스(놀리, 사보나, 프레쥐스, 몽펠리에)와의 무역은 이에르, 포, 앙티브, 마르세유와 같은 도시에 대한 제노바의 관심에 장애물이었다.
전쟁은 1119년 제노바인들이 본국으로 돌아가는 길에 여러 척의 갤리선을 공격하면서 시작되어 1133년까지 지속되었다. 두 도시는 육지와 바다에서 서로 싸웠지만 적대 행위는 습격과 해적과 같은 공격으로 제한되었다.
1135년 6월 클레르보의 베르나르는 피사 공의회에서 주도적인 역할을 맡아 1130년 노르만인의 지원을 받아 교황으로 선출되었지만 로마 밖에서는 인정받지 못한 교황 아나클레투스 2세의 주장에 맞서 교황 인노첸시오 2세의 주장을 주장했다. 인노첸시오 2세는 제노아와의 갈등을 해결하여 피산과 제노바의 영향력 영역을 확립했다. 그러면 피사는 제노바의 방해를 받지 않고 인노첸시오 2세가 시칠리아의 왕 로제로 2세를 상대로 벌이는 충돌에 참여할 수 있었다. 해상 공화국 중 하나인 아말피(비록 노르만 통치 하에서 이미 쇠퇴하고 있음)는 1136년 8월 6일에 정복되었다. 피사인들은 항구의 배를 파괴하고 주변 지역의 성을 공격하고 아베르사에서 로제로가 보낸 군대를 몰아 냈다. 이 승리로 인해 피사는 권력의 정점에 이르렀고 베네치아와 동등한 지위에 올랐다. 2년 후, 그 군인들은 살레르노를 약탈했다.
그 후 몇 년 동안 피사는 기벨린의 가장 확고한 지지자 중 한 명이었다. 프리드리히 1세는 이를 높이 평가했다. 그는 1162년과 1165년에 다음과 같은 두 가지 중요한 문서를 발행했다. 피사 시골 지역에 대한 관할권 외에도 피사인들은 제국 전체, 즉 치비타베키아에서 포르토베네레까지의 해안에서 무역의 자유를 부여받았다. 팔레르모, 메시나, 살레르노, 나폴리의 절반, 가에타, 마차라, 트라파니 전체, 그리고 시칠리아 왕국의 모든 도시에 상인들을 위한 집들이 있는 거리이다. 이렇게 부여받은 것들 중 일부는 나중에 하인리히 6세, 오토 4세 및 프리드리히 2세에 의해 확인되었다. 피사의 권력의 정점을 이루었지만 루카, 마사, 볼테라, 피렌체 등 다른 도시들의 분노를 불러일으켜 바다로 확장하려는 그들의 목표를 좌절시켰다. 루카와의 충돌은 또한 몬티뇨소성의 소유권과 주로 로마와 프랑스 사이의 주요 무역로인 비아 프란시제나(Via Francigena)의 통제와 관련이 있었다. 마지막으로, 피사의 이렇게 갑작스럽고 대규모의 권력 증가는 제노바와의 또 다른 전쟁으로 이어질 수밖에 없었다.
제노아는 프랑스 남부 시장에서 지배적인 위치를 차지했다. 전쟁은 1165년 론강에서 시작되었는데, 제노바와 그들의 동맹국인 툴루즈 백작이 강의 일부 피사의 무역 중심지로 향했던 호송대에 대한 공격이 실패로 끝났다. 하지만 피사는 프로방스와 동맹을 맺었다. 전쟁은 1175년까지 별다른 승리 없이 계속되었다. 또 다른 소모 지점은 시칠리아로, 두 도시 모두 하인리히 6세로부터 특권을 부여받았다. 1192년 피사는 메시나를 정복했다. 이 에피소드는 1204년 제노바인들이 시라쿠사를 정복하면서 절정에 달하는 일련의 전투로 이어졌다. 나중에 새 교황 인노첸시오 3세가 전임 교황 첼레스티노 3세가 피사에 내린 파문 처분을 철회했지만 스스로 동맹을 맺으면서 시칠리아의 교역소는 피렌체가 이끄는 토스카나 구엘프 연맹과 함께 상실되었다. 곧 그는 제노바와도 조약을 맺고 이탈리아 남부에서 피사의 영향력을 더욱 약화시켰다.
남부 티레니아해에서 제노바의 지배력에 맞서기 위해 피사는 전통적인 스페인 및 프랑스 기지(마르세유, 나르본, 바르셀로나 등)와의 관계를 강화하고 아드리아해에 대한 베네치아의 지배에 저항하려고 노력했다. 1180년 두 도시는 티레니아해와 아드리아해에서 불가침 조약을 맺었지만 콘스탄티노폴리스에서 마누일 콤네노스 황제가 사망하면서 상황이 바뀌었다. 곧 베네치아 호송대에 대한 공격이 이루어졌다. 피사는 안코나, 풀라, 자라, 스플리트, 브린디시와 무역 및 정치 협정을 체결했다. 1195년 피사 함대는 베니스로부터 독립을 지키기 위해 풀라에 도착했지만, 세레니시마는 곧 반군 바다 마을을 다시 정복했다.
1년 후 두 도시는 평화 조약을 체결하여 피사에 유리한 조건을 마련했지만, 1199년 피사는 이를 위반하여 풀리아의 브린디시항을 봉쇄했다. 다음 해전에서 그들은 베네치아인들에게 패배했다. 이어진 전쟁은 1206년 피사가 아드리아 해에서 확장하려는 모든 희망을 포기하는 조약으로 끝났지만, 그 지역에 설립한 교역소는 그대로 유지했다. 그때부터 두 도시는 세력이 커지는 제노바에 맞서 연합했고 때로는 콘스탄티노플의 무역 이익을 높이기 위해 협력하기도 했다.

### 13세기
1209년 레리치에서는 제노바와의 경쟁 관계를 최종적으로 해결하기 위한 두 번의 공의회가 열렸다. 20년 평화 조약이 체결되었지만 1220년에 황제 프리드리히 2세가 치비타베키아에서 포르토베네레까지 티레니아 해안에 대한 자신의 패권을 확증하자 피사에 대한 제노바와 토스카나의 분노가 다시 커졌다. 그 후 몇 년 동안 피사는 가르파냐나에서 루카와 충돌했고 카스텔 델 보스코에서 피렌체에 패배했다. 피사의 강력한 기벨린적 입장은 이 도시를 신성 로마 제국과 분쟁 중인 교황과 정면으로 맞서게 만들었고 실제로 교황은 피사의 북부 사르데냐에 있는 통치권을 박탈하려고 했다.
1238년에 교황 그레고리오 9세는 제국에 대항하여 제노바와 베네치아 사이에 동맹을 맺었고 결과적으로 피사에도 대항했다. 1년 후, 그는 프리드리히 2세를 파문하고 1241년 로마에서 반제국 의회가 열릴 것을 촉구했다. 1241년 5월 3일, 황제의 아들 엔초가 이끄는 피사와 시칠리아 연합 함대가 제노바 호송대를 공격했다. 토스카나 앞의 질리오섬(질리오 해전) 옆에서 이탈리아 북부와 프랑스의 고위 성직자들을 운반했다. 제노바인들은 25척의 배를 잃었고, 약 천명의 선원, 2명의 추기경, 1명의 주교가 포로로 잡혔다. 이 큰 승리 이후 로마 공의회는 실패했지만 피사는 파문당했다. 이 극단적인 조치는 1257년에야 제거되었다. 어쨌든, 토스카나 도시는 유리한 상황을 이용하여 코르시카 도시 알레리아를 정복하고 1243년에는 제노바 자체를 포위하려고 했다.
그러나 리구리아의 제노바 공화국은 이 타격에서 빠르게 회복하여 몇 년 전인 1256년에 피사가 정복한 레리치를 되찾았다.
지중해의 대확장과 상인계급의 부흥은 도시 기관의 변화를 촉구했다. 영사 제도는 폐지되었고, 1230년에 새로운 도시 통치자들은 카피타노 델 포폴로("인민의 수장")를 민간 및 군사 지도자로 임명했다. 이러한 개혁에도 불구하고, 정복된 땅과 도시 자체는 델라 게라르데스카 가문과 비스콘티 가문 사이의 경쟁으로 인해 어려움을 겪었다. 1237년에 대주교와 황제 프리드리히 2세가 두 경쟁자를 화해시키기 위해 개입했지만 긴장은 계속되었다. 1254년에 사람들은 반란을 일으키고 12명의 안치아니 델 포폴로("인민 장로")를 코뮌의 정치적 대표자로 임명했다. 그들은 또한 귀족들로 구성된 입법 위원회를 주요 길드와 인민 회사의 수장들로 구성된 새로운 인민 위원회로 보충했다. 이들은 주요 총회와 상원의 법률을 비준하는 권한을 가졌다.

### 쇠퇴
쇠퇴는 1284년 8월 6일 알베르티노 모로시니가 지휘하는 수적으로 우세한 피사 함대가 베네데토 자카리아와 오베르토 도리아가 지휘하는 제노바 함대의 뛰어난 전술에 패배하면서 극적인 해전인 멜로리아 해전이 시작되었다고 한다. 이 패배로 피사의 해양력은 종식되었고 마을은 완전히 회복되지 못했다. 1290년에 제노바인들은 포르토 피사노(피사의 항구)를 영원히 파괴하고 땅을 소금으로 덮었다. 피사 주변 지역은 멜로리아호에서 수천 명의 선원을 잃은 도시가 회복하는 것을 허용하지 않은 반면, 리구리아는 제노아로 향하는 충분한 선원을 보장했다. 그러나 상품은 수량은 줄어들었지만 계속 거래되었지만 아르노가 항로를 변경하기 시작하여 갤리선이 강 위의 도시 항구에 도달하는 것을 막으면서 끝이 났다. 인근 지역도 말라리아에 감염되었을 가능성이 높다. 진정한 종말은 1324년에 찾아왔다. 이때 사르데냐는 아라곤에게 완전히 상실되었다.
항상 기벨린이었던 피사는 14세기에 세력을 키우려고 노력했고 심지어 우구치오네 델라 파기우올라(Uguccione della Faggiuola)의 지휘 아래 몬테카티니 전투(1315)에서 피렌체를 물리치는 데 성공했다. 그러나 오랜 포위 공격 끝에 결국 피사는 1405년 피렌체에 점령당했다. 피렌체는 카피타노 델 포폴로("인민의 족장")인 조반니 감바코르타를 타락시켰고, 그는 밤에 산 마르코의 성문을 열었다. 피사는 군대에 의해 정복된 적이 없다. 1409년 피사는 대분열 문제를 해결하기 위한 의회의 소재지였다. 15세기에는 항구가 토사로 뒤덮이고 바다와 단절되면서 바다로의 접근이 더욱 어려워졌다. 1494년 프랑스의 샤를 8세가 나폴리 왕국을 요구하기 위해 이탈리아 국가들을 침공했을 때, 피사는 제2의 피사 공화국으로 독립을 되찾았다.
새로운 자유는 오래 가지 못했다. 안토니오 다 필리카하, 아베라르도 살비아티, 니콜로 카포니가 이끄는 피렌체 군대는 15년간의 전투와 포위 공격을 벌였으나 도시를 정복하는 데 실패했다. 그의 형제 파올로와 함께 비텔로초 비텔리는 실제로 피사의 강력한 방어를 무너 뜨리고 성벽 남서쪽에있는 스탬페이스 요새를 돌파했지만 도시에 들어 가지 않은 유일한 사람이었다. 그 때문에 그들은 배신 혐의를 받았고 파올로는 처형당했다. 그러나 피사의 자원은 점점 부족해졌고 결국 도시는 밀라노에서 비스콘티 가문에 팔렸고 결국 다시 피렌체에 팔렸다. 리보르노는 토스카나의 주요 항구 역할을 맡았다. 피사는 1343년 설립된 피사 대학의 존재에 힘입어 주로 문화적 역할을 획득했으며 나중에 스쿠올라 노르말레 수페리어레 디 피사(Scuola Normale Superiore di Pisa, 1810)와 산타나(Sant'Anna) 고등 연구 학교(1987)에 의해 강화되었다.
피사는 중요한 초기 물리학자 갈릴레오 갈릴레이의 탄생지였다. 이곳은 여전히 대주교의 자리이다. 교육 기관 외에도 경공업 중심지이자 철도 허브가 되었다. 제2차 세계 대전 중에 반복적으로 파괴되었다.
1950년대 초부터 미군은 피사 바로 외곽에 캠프 다비(Camp Darby)를 유지해 왔으며, 이곳은 많은 미군 병사들이 이 지역에서 휴가를 보내기 위한 기지로 사용하고 있다.

## 기후
| 피사 (1991년~2020년)의 기후                             | 피사 (1991년~2020년)의 기후 | 피사 (1991년~2020년)의 기후 | 피사 (1991년~2020년)의 기후 | 피사 (1991년~2020년)의 기후 | 피사 (1991년~2020년)의 기후 | 피사 (1991년~2020년)의 기후 | 피사 (1991년~2020년)의 기후 | 피사 (1991년~2020년)의 기후 | 피사 (1991년~2020년)의 기후 | 피사 (1991년~2020년)의 기후 | 피사 (1991년~2020년)의 기후 | 피사 (1991년~2020년)의 기후 | 피사 (1991년~2020년)의 기후 |
| 월                                                      | 1월                         | 2월                         | 3월                         | 4월                         | 5월                         | 6월                         | 7월                         | 8월                         | 9월                         | 10월                        | 11월                        | 12월                        | 연간                        |
| ------------------------------------------------------- | --------------------------- | --------------------------- | --------------------------- | --------------------------- | --------------------------- | --------------------------- | --------------------------- | --------------------------- | --------------------------- | --------------------------- | --------------------------- | --------------------------- | --------------------------- |
| 역대 최고 기온 °C (°F)                                  | 17.6 (63.7)                 | 21.0 (69.8)                 | 24.0 (75.2)                 | 27.9 (82.2)                 | 30.9 (87.6)                 | 35.0 (95.0)                 | 37.8 (100.0)                | 39.5 (103.1)                | 36.2 (97.2)                 | 30.2 (86.4)                 | 24.0 (75.2)                 | 20.4 (68.7)                 | 39.5 (103.1)                |
| 일평균 최고 기온 °C (°F)                                | 11.5 (52.7)                 | 12.6 (54.7)                 | 15.5 (59.9)                 | 18.5 (65.3)                 | 22.7 (72.9)                 | 27.0 (80.6)                 | 29.9 (85.8)                 | 30.3 (86.5)                 | 26.1 (79.0)                 | 21.3 (70.3)                 | 16.0 (60.8)                 | 12.1 (53.8)                 | 20.3 (68.5)                 |
| 일일 평균 기온 °C (°F)                                  | 6.9 (44.4)                  | 7.4 (45.3)                  | 10.2 (50.4)                 | 13.0 (55.4)                 | 17.1 (62.8)                 | 21.2 (70.2)                 | 23.9 (75.0)                 | 24.2 (75.6)                 | 20.2 (68.4)                 | 16.1 (61.0)                 | 11.6 (52.9)                 | 7.7 (45.9)                  | 15.0 (58.9)                 |
| 일평균 최저 기온 °C (°F)                                | 2.8 (37.0)                  | 2.8 (37.0)                  | 5.2 (41.4)                  | 7.8 (46.0)                  | 11.5 (52.7)                 | 15.3 (59.5)                 | 17.8 (64.0)                 | 18.5 (65.3)                 | 14.9 (58.8)                 | 11.7 (53.1)                 | 7.8 (46.0)                  | 3.9 (39.0)                  | 10.0 (50.0)                 |
| 역대 최저 기온 °C (°F)                                  | −13.8 (7.2)                 | −8.4 (16.9)                 | −8.2 (17.2)                 | −3.2 (26.2)                 | 2.8 (37.0)                  | 5.8 (42.4)                  | 8.8 (47.8)                  | 8.2 (46.8)                  | 3.8 (38.8)                  | 0.3 (32.5)                  | −7.2 (19.0)                 | −7.2 (19.0)                 | −13.8 (7.2)                 |
| 평균 강수량 mm (인치)                                   | 68.0 (2.68)                 | 63.1 (2.48)                 | 60.0 (2.36)                 | 64.9 (2.56)                 | 61.7 (2.43)                 | 41.1 (1.62)                 | 31.9 (1.26)                 | 40.6 (1.60)                 | 100.3 (3.95)                | 128.7 (5.07)                | 131.1 (5.16)                | 87.7 (3.45)                 | 879.1 (34.62)               |
| 평균 강수일수 (≥ 1.0 mm)                                | 6.9                         | 7.2                         | 6.3                         | 7.6                         | 6.6                         | 4.4                         | 2.2                         | 2.6                         | 6.5                         | 8.6                         | 10.4                        | 9.3                         | 78.6                        |
| 평균 상대 습도 (%)                                      | 75.2                        | 71.9                        | 70.9                        | 72.5                        | 72.0                        | 70.6                        | 68.4                        | 68.9                        | 70.3                        | 75.0                        | 77.9                        | 76.8                        | 72.5                        |
| 평균 월간 일조시간                                      | 113.2                       | 128.4                       | 166.3                       | 180.8                       | 240.9                       | 264.9                       | 314.5                       | 286.8                       | 216.1                       | 158.1                       | 115.0                       | 100.7                       | 2,285.7                     |
| 출처 1: 미국 해양대기청                                 |                             |                             |                             |                             |                             |                             |                             |                             |                             |                             |                             |                             |                             |
| 출처 2: 미국 국립환경정보센터 (일조시간: 1981년~2010년) |                             |                             |                             |                             |                             |                             |                             |                             |                             |                             |                             |                             |                             |

## 저명한 출신
- 줄리아노 아마토 - 정치인
- 안드레아 보첼리 - 악기 연주자
- 조수에 카르두치 - 시인
- 카를로 아첼리오 참피 - 정치인
- 루스티켈로 다 피사 - 작가
- 레오나르도 피보나치 - 수학자
- 갈릴레오 갈릴레이
- 조반니 젠틸레 - 철학자
- 조반니 그론키 - 정치인
- 자코모 레오파르디 - 시인, 철학자
- 엔리코 레타 - 정치인
- 질로 폰테코르보 - 영화 제작자
- 제이슨 아쿠나 - 스턴트 연기자
- 세르조 베르토니 - 축구 선수
- 조르조 키엘리니 - 축구 선수

## 자매 도시
자매 도시는 다음과 같다:
- 이스라엘 아크레 (이스라엘)
- 러시아 아카뎀고로도크
- 프랑스 앙제
- 중화인민공화국 항저우시
- 이탈리아 이글레시아스
- 팔레스타인 예리코
- 덴마크 콜링시
- 미국 오캘라
- 그리스 로도스 (도시)
- 스페인 산티아고데콤포스텔라
- 독일 우나 (독일)

## 같이 보기
- 피사의 사탑

## 참고문헌
- Renouard, Yves (1969). 《Les Villes d'Italie de la fin du Xe siècle au début du XIVe siècle》 (프랑스어).
- Official Abitants statistics
- Pisa Metropolitan Area 보관됨 2012-08-31 - 웨이백 머신